# Trochalus zambesianus
Trochalus zambesianus är en skalbaggsart som beskrevs av Moser 1924. Trochalus zambesianus ingår i släktet Trochalus och familjen Melolonthidae. Inga underarter finns listade i Catalogue of Life.